# Begonia asympeltata
Begonia asympeltata é uma espécie de Begonia, nativa do Equador.